# محمد آل درويش
محمد آل درويش مواليد 20 يناير 2006 في السعودية، هو لاعب كرة قدم سعودي يلعب لنادي الحزم.

## مسيرة اللاعب
لعب في الفئات السنية في نادي الفتح وانتقل إلى نادي الحزم في عام 2023.